# Житловий будинок Хаджаєва (Ростов-на-Дону)
Житловий будинок Хаджаєва (рос. Жилой дом Хаджаева) — старовинний будинок в Ростові-на-Дону на вулиці Соціалістична. Будівля відноситься до пам'яток історії та культури регіонального значення.
Адреса: м. Ростов-на-Дону, вул. Соціалістична, 65.

## Історія
Житловий будинок Г. Н. Хаджаєва (нині житловий будинок) побудовано на початку XX століття в стилі модерн. У 1913 році власником будівлі був Г. Н. Хаджаєв.

## Архітектура
Житловий будинок Хаджаєва в Ростові-на-Дону на вулиці Соціалістичній, 65 являє собою триповерховий цегляний будинок, побудований в стилі модерн. Будівля П-образне, двоповерхова з підвалом і многоскатной дахом; потинькована, з оригінальною складною обробкою ліпного декору фасаду.
В асиметричній композиції фасаду домінують дві раскреповки на всю висоту будівлі: ліва раскреповка підкреслює вхід і завершена високим ступінчастим аттиком, права — з невисоким. Двері парадного входу двостулкові, фільончасті з фрамугою. Віконні приямки перекриті кованими решітками.
Архітектурний вигляд фасаду визначає поєднання традиційного штукатурного і стилізованого декору, а також облицювання простінків обох поверхів керамічною плиткою кольору охри. Горизонтальне членування фасаду здійснює профільовані тяги (цокольна, підвіконні, міжповерхові) і карниз.
Прямокутні віконні прорізи першого поверху обрамлені наличниками з масивними П-образними сандриками та замковими каменями, напівциркульні прорізи другого об'єднань між раскреповка ділянками тяг в їх підставі; у західній частині фасаду аналогічно об'єднані прямокутні сандрики вікон.
Своєрідність фасаду надає ліпний декор, стилизующий мотиви флори і фауни: фризові орнаментальні пояси з листя і квітів, композиція на ступінчастому аттиці, вставка з чаплями в неправдивому люнеті східної раскреповки. Рослинний орнаментальний мотив присутній і в кованих полотнах воріт, фрамуги, решітці круглого вікна.
На фасаді замінений балкон, втрачені завершення аттіків, штукатурний і ліпний декор має значні пошкодження і втрати. Будівля є пам'ятником цивільної архітектури початку XX століття.

## Галерея

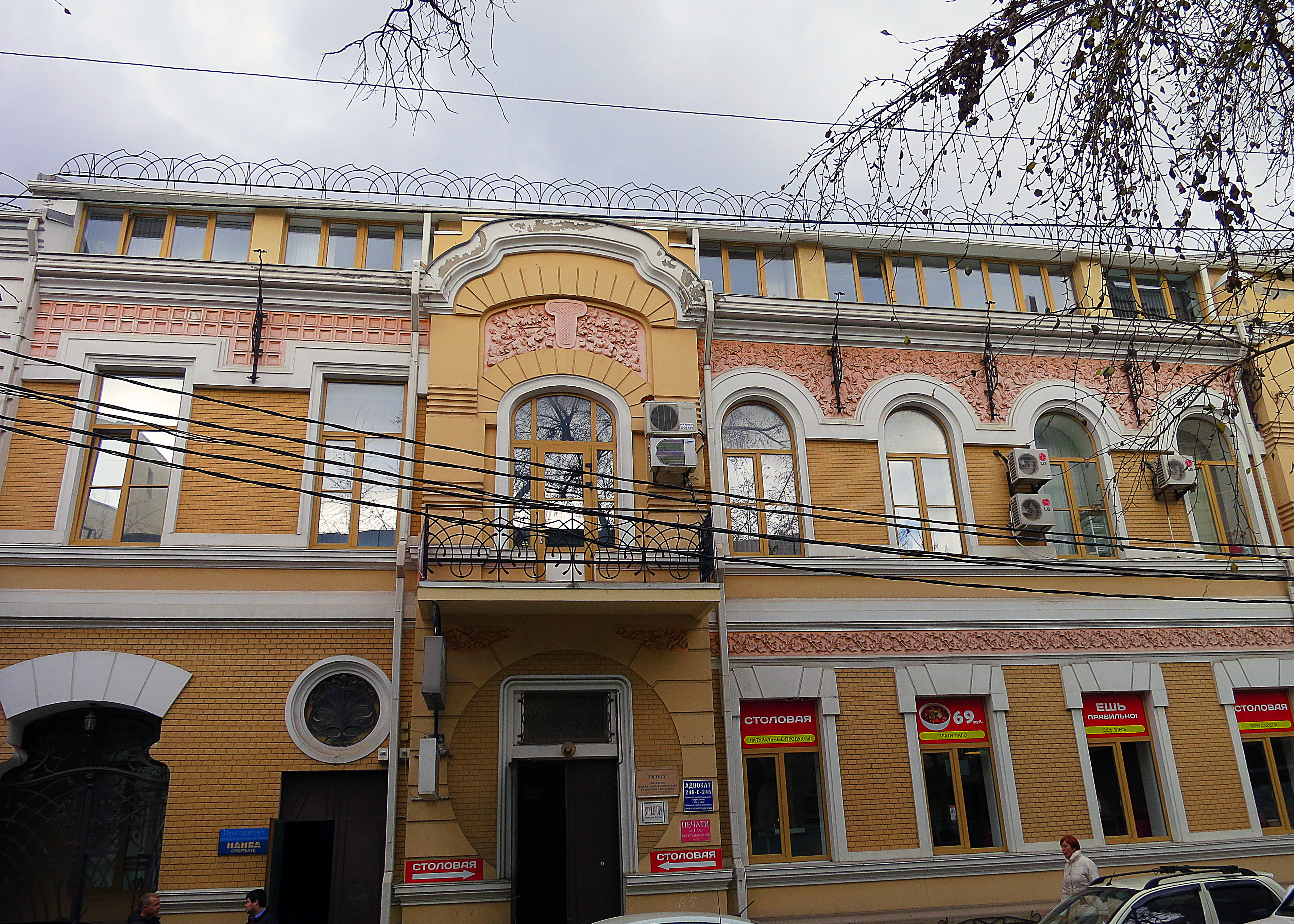
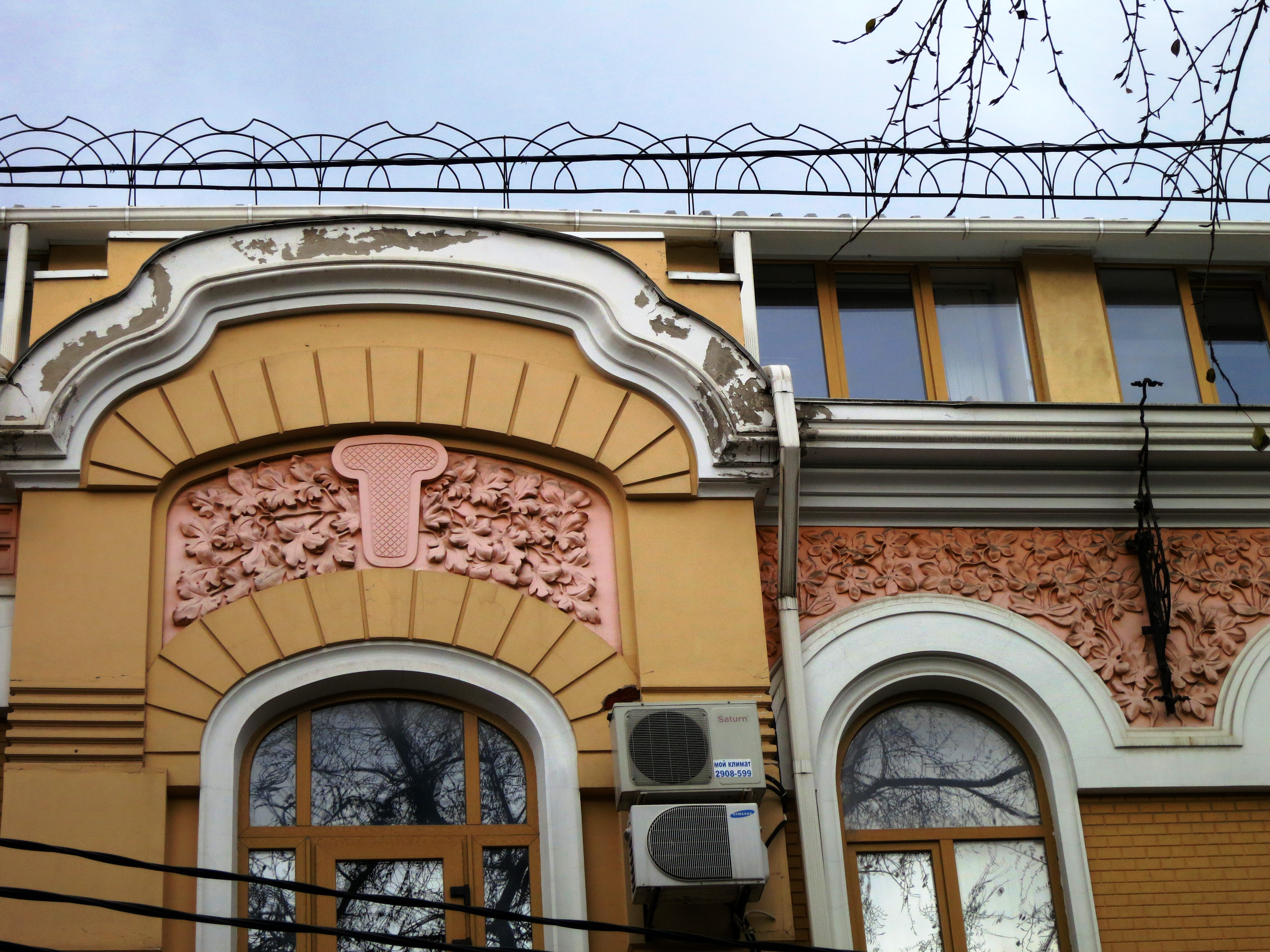
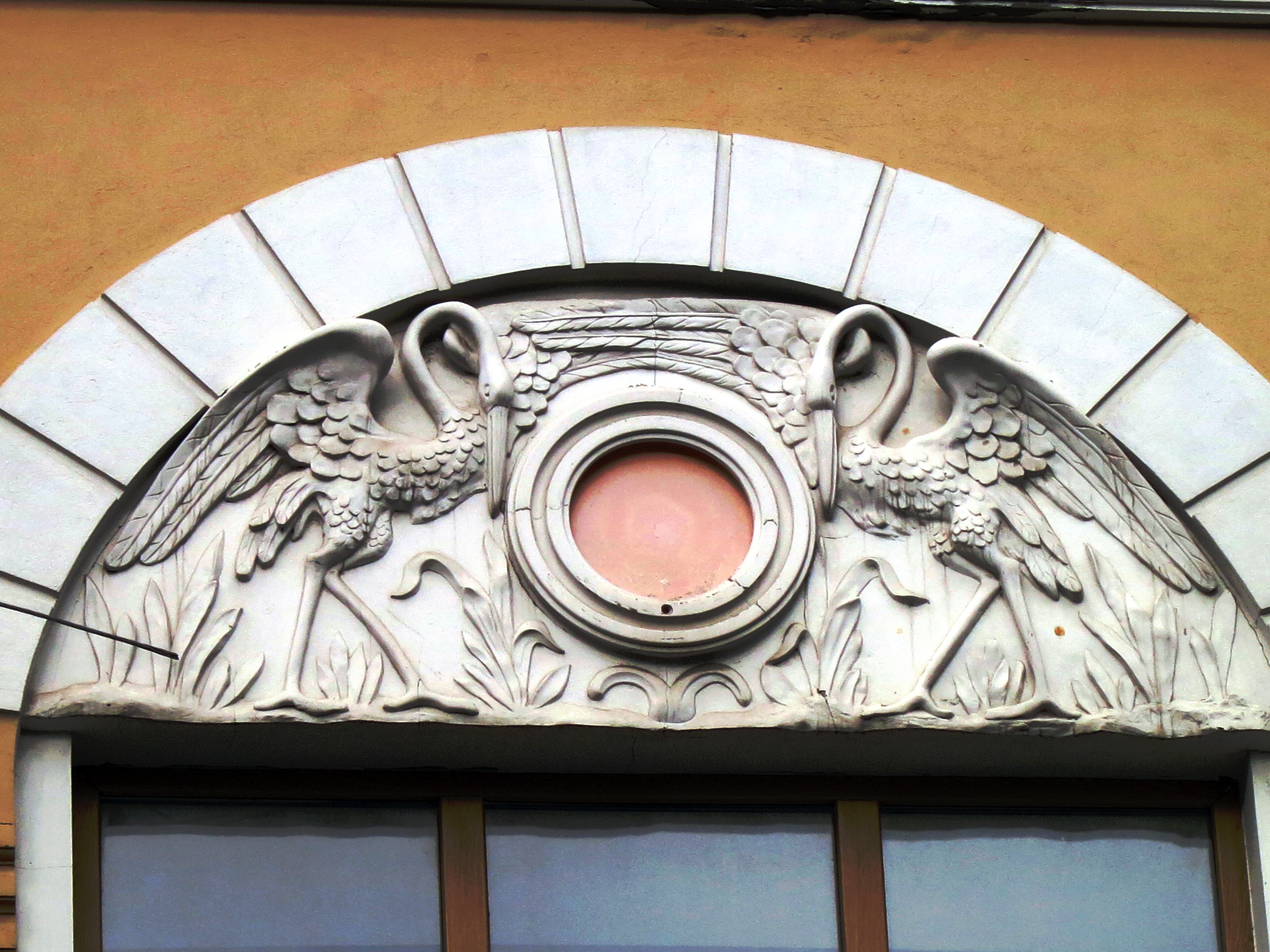